# Vasilați
Vasilați est une commune roumaine située dans le județ de Călărași.